# エンリコ・マーセン
エンリコ・マーセン（Enrico Maaßen、1984年3月10日 - ）は、ドイツ・ヴィスマール出身の元サッカー選手、現サッカー指導者。現役時代のポジションはMF。

## 経歴
現役時代は主に国内の下部リーグでプレーしていたが、2012年以降2度の靭帯断裂という大怪我を繰り返したため、2014年に30歳で現役を引退した。
現役引退後すぐに指導者として活動し始め、2つのアマチュアクラブを経て2020年6月12日、ボルシア・ドルトムントのリザーブチームの監督に就任した。
2022年6月8日、マルクス・ヴァインツィールの後任としてFCアウクスブルクの監督に招聘された。しかし2023-24シーズンの10月、成績不振により解任。
2024-25シーズンより、スイスのFCザンクト・ガレン監督に就任。